# ويزلي سعيد
ويزلي سعيد (بالفرنسية: Wesley Saïd)‏ هو لاعب كرة قدم فرنسي في مركز الهجوم، ولد في 19 أبريل 1995 في نوازي لو غران في فرنسا. شارك مع منتخب فرنسا تحت 16 سنة لكرة القدم ومنتخب فرنسا تحت 17 سنة لكرة القدم ومنتخب فرنسا تحت 18 سنة لكرة القدم ومنتخب فرنسا تحت 19 سنة لكرة القدم ومنتخب فرنسا تحت 20 سنة لكرة القدم. أما مع النوادي، فقد لعب مع ستاد رين وستاد لافال ونادي ديجون.

## وصلات خارجية
- ويزلي سعيد على موقع الاتحاد الأوربي (الإنجليزية)
- ويزلي سعيد على موقع قاعدة بيانات كرة القدم.إي يو (الإنجليزية)
- ويزلي سعيد على موقع ليكيب (الفرنسية)
- ويزلي سعيد على موقع Soccerway.com (الإنجليزية)
- ويزلي سعيد على موقع عالم كرة القدم.نت (الإنجليزية)
- ويزلي سعيد على موقع AS.com (الإسبانية)
- ويزلي سعيد على موقع GSA (الإنجليزية)